# Zamia
Zamia ist eine Pflanzengattung innerhalb der Ordnung der Palmfarne (Cycadales).

## Beschreibung

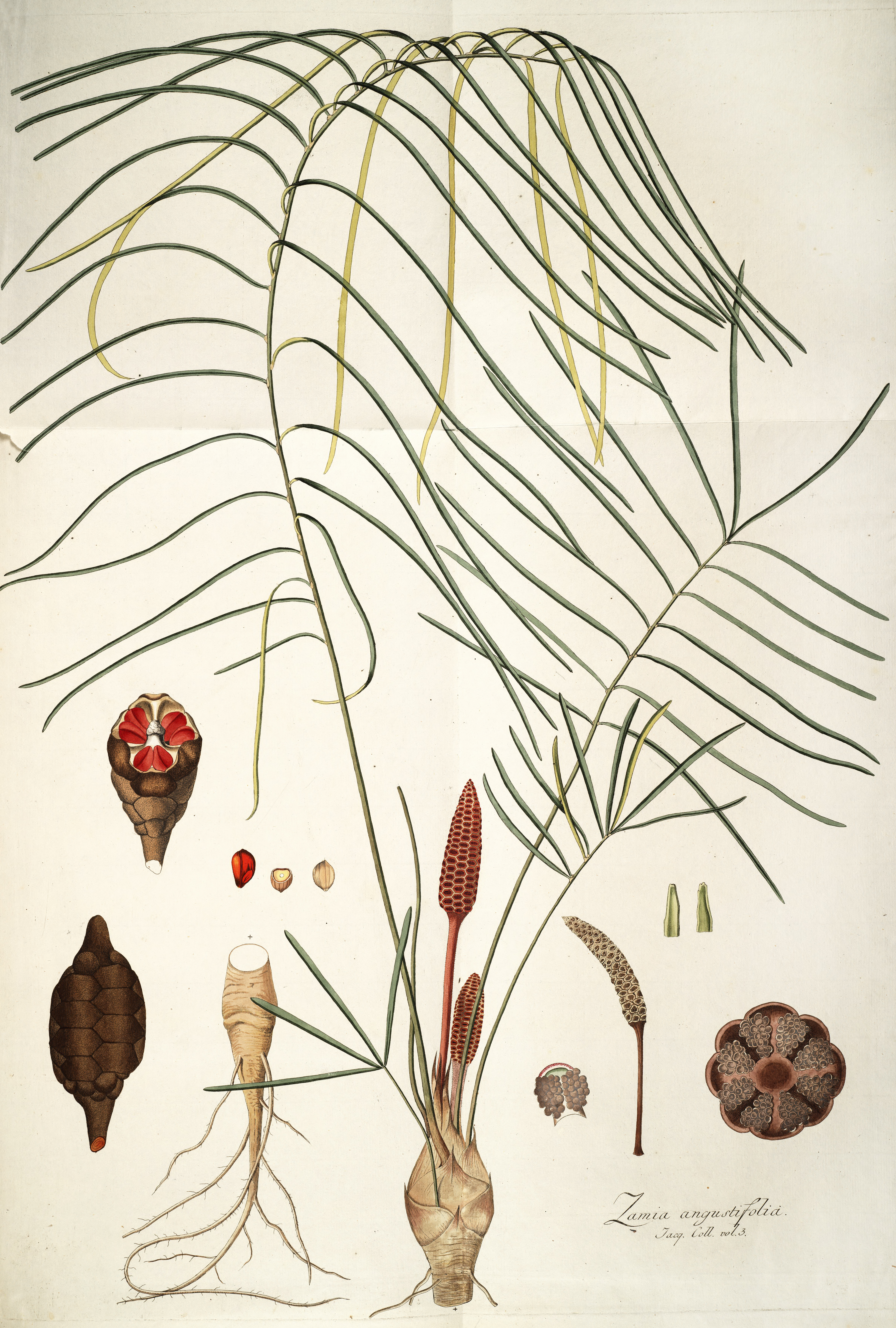
Illustration von Zamia angustifolia

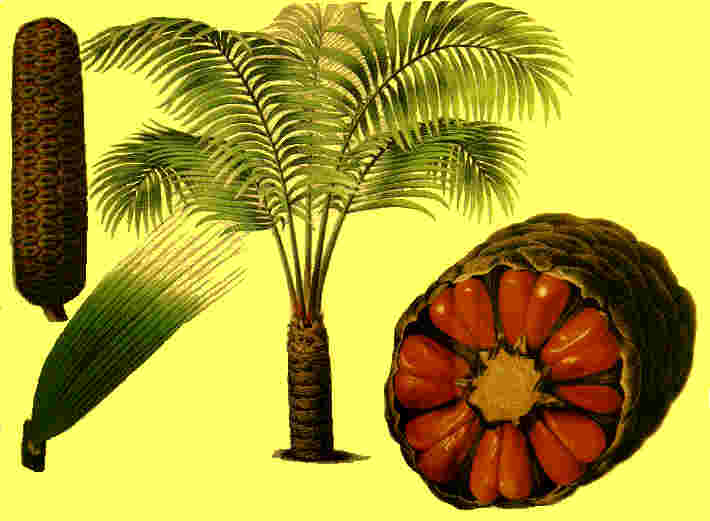
Illustration aus André: L'Illustration Horticole 20, 1873, S. 133–134 von Zamia roezlii

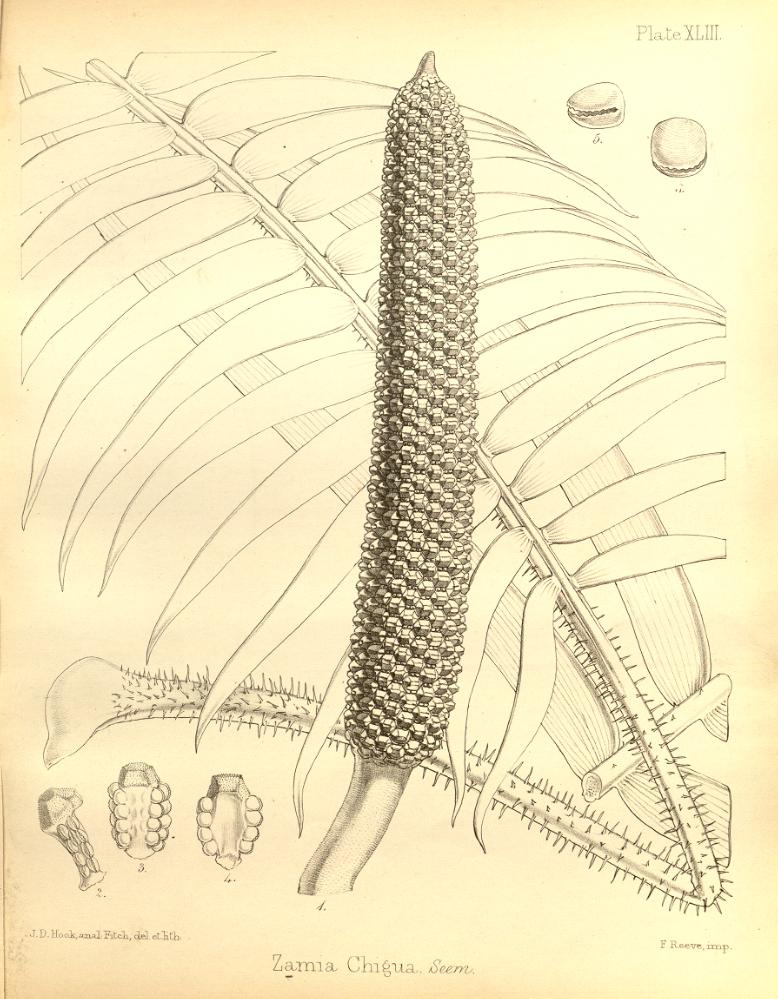
Illustration von Zamia chigua

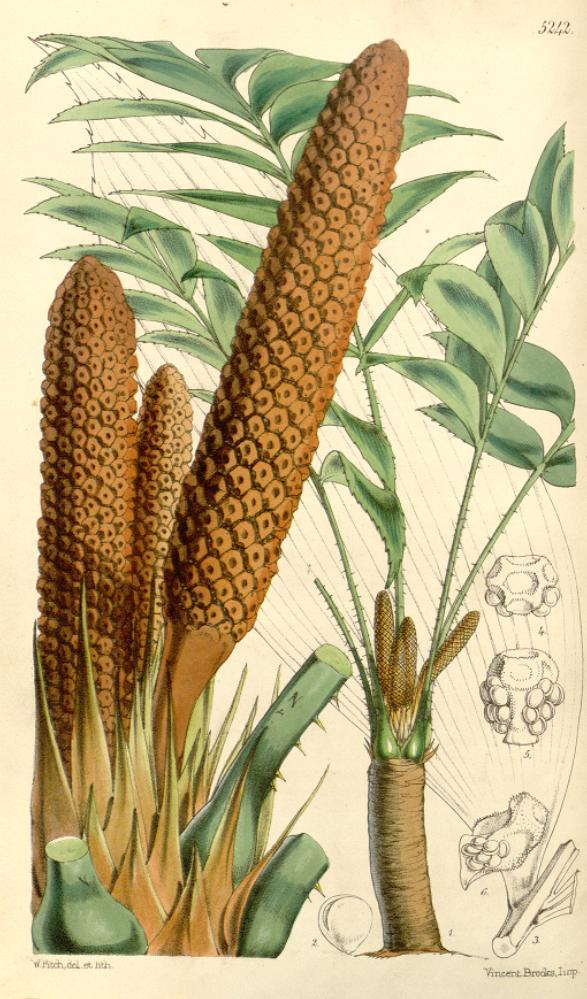
Illustration von Zamia skinneri

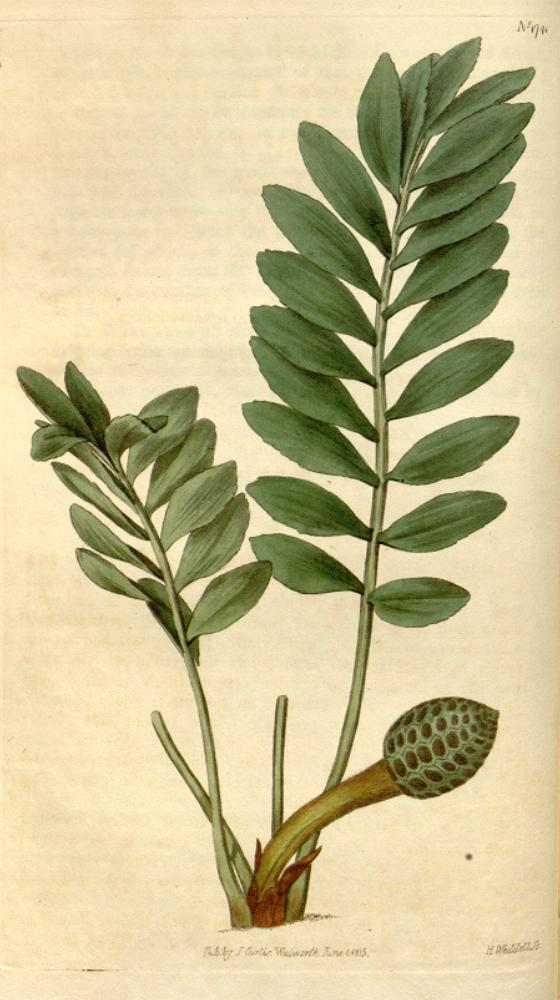
Illustration von Zamia pygmaea

### Vegetative Merkmale
Die Stämme bilden meist unterirdische Knollen ohne ausgeprägtes Holzgewebe. Manche Arten bilden einen oberirdischen Stamm, der 4 Meter und mehr hoch werden kann. Drei Arten haben eine stark abgeleitete Wuchsform: Zamia pseudoparasitica ist ein Epiphyt auf Baumstämmen und verankert sich mit seinen Wurzeln. Hierbei handelt es sich ebenfalls um den einzigen epiphytischen Vertreter der Gymnospermen. Die übrigen beiden, Zamia cremnophila und eine unbeschriebene Art, wachsen auf Sandstein-Felsen, halten sich mit den Wurzeln in kleinen Spalten fest. Arten mit oberirdischen Stämmen werfen die Blattbasen und Cataphylle bald ab und haben dann eine nackte Epidermis. Bei den im Regenwald wachsenden Arten ist der Stamm bald mit Epiphyten bedeckt.
Die Blätter sind einfach gefiedert, lang oder kurz, aufrecht, waagrecht oder hängend und sehr variabel. Sich entwickelnde Blätter sind grün, bronze, rot oder purpurn. Blattstiel und Rhachis sind unbewehrt oder mit scharfen Stacheln versehen. Die Fiederblättchen sind steif und ledrig oder weich und papierartig, die Oberfläche glatt, gefurcht oder gerippt, glänzend oder matt, der Blattrand ganzrandig, gezähnt oder gesägt. Zamia variegata hat panaschierte Blätter.

### Generative Merkmale
Die weiblichen Zapfen sind je nach Art sehr unterschiedlich. Die Größe reicht von 7,5 cm bis 46 cm. Die Farbe der Sarcotesta reicht von gelb über orange und pink bis rot. Bei den meisten Arten gibt es keine Samenruhe. Die Reifung der Zapfen dauert 6 bis 14 Monate, die wachsenden Samen zwängen die Sporophylle auseinander. Solange unreif, ist die Sarcotesta unauffällig. Wenn der Zapfen aufbricht, beenden die Samen rasch die Reifung und die Sarcotesta wird farbig und weich. Die Arten werden, soweit untersucht, alle von Insekten bestäubt (Entomophilie). Die Ausbreitung der Samen erfolgt möglicherweise durch Vögel und Nagetiere.
Männliche Zapfen sind weniger variabel als die weiblichen. Sie sind klein, wachsen und vergehen schnell. Bei manchen tropischen Arten reifen die vielen Zapfen zeitlich nacheinander, sodass die Zeitdauer der Pollenproduktion dennoch lange ist.
Die Chromosomenzahlen betragen 2n = 16-18, 21-28.

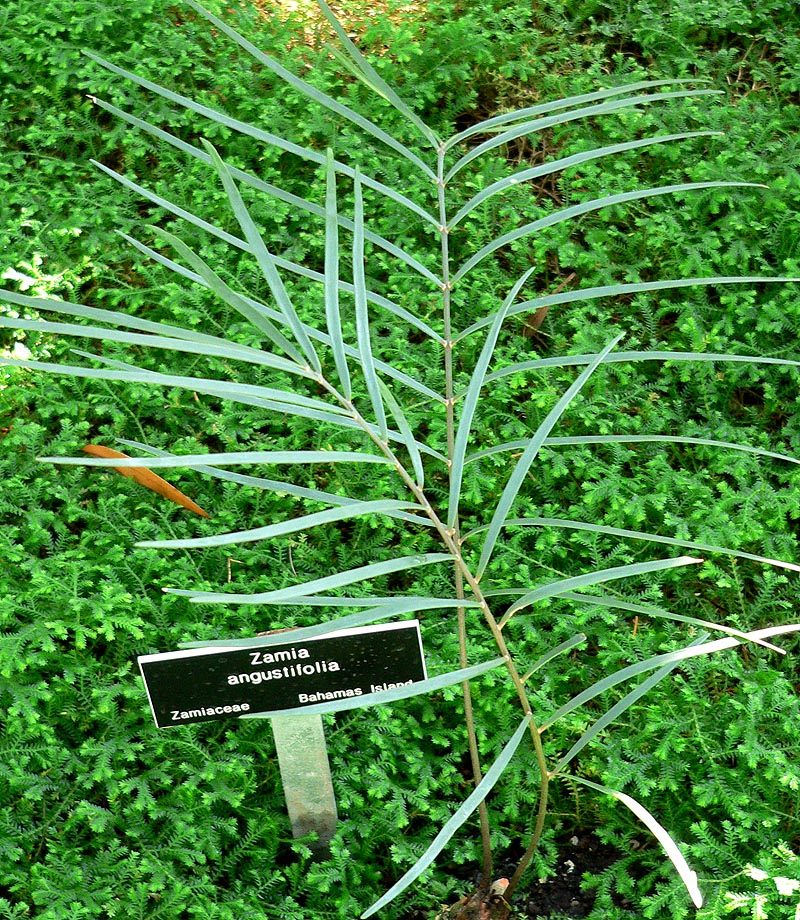
Zamia angustifolia

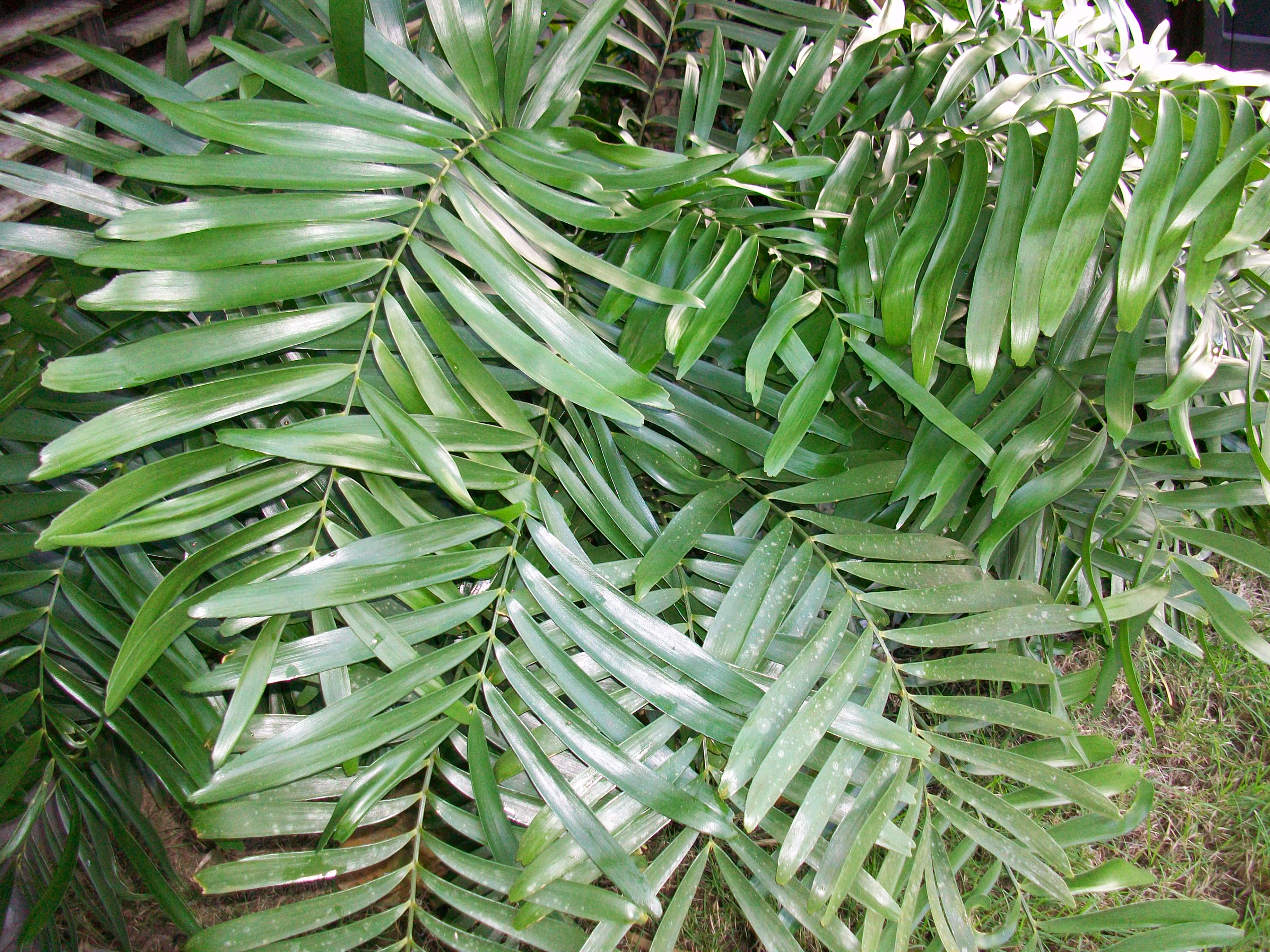
Zamia erosa

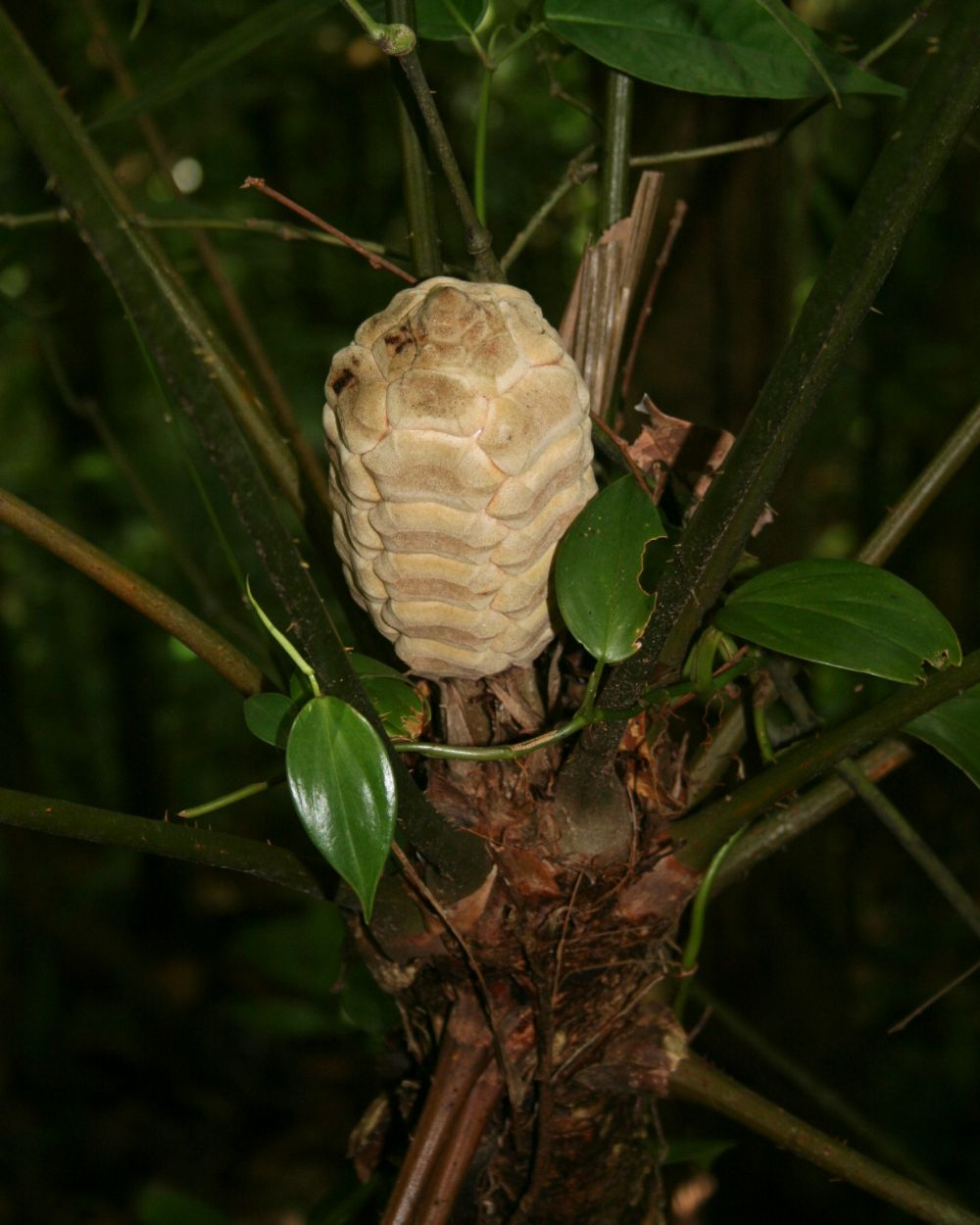
Zamia fairchildiana

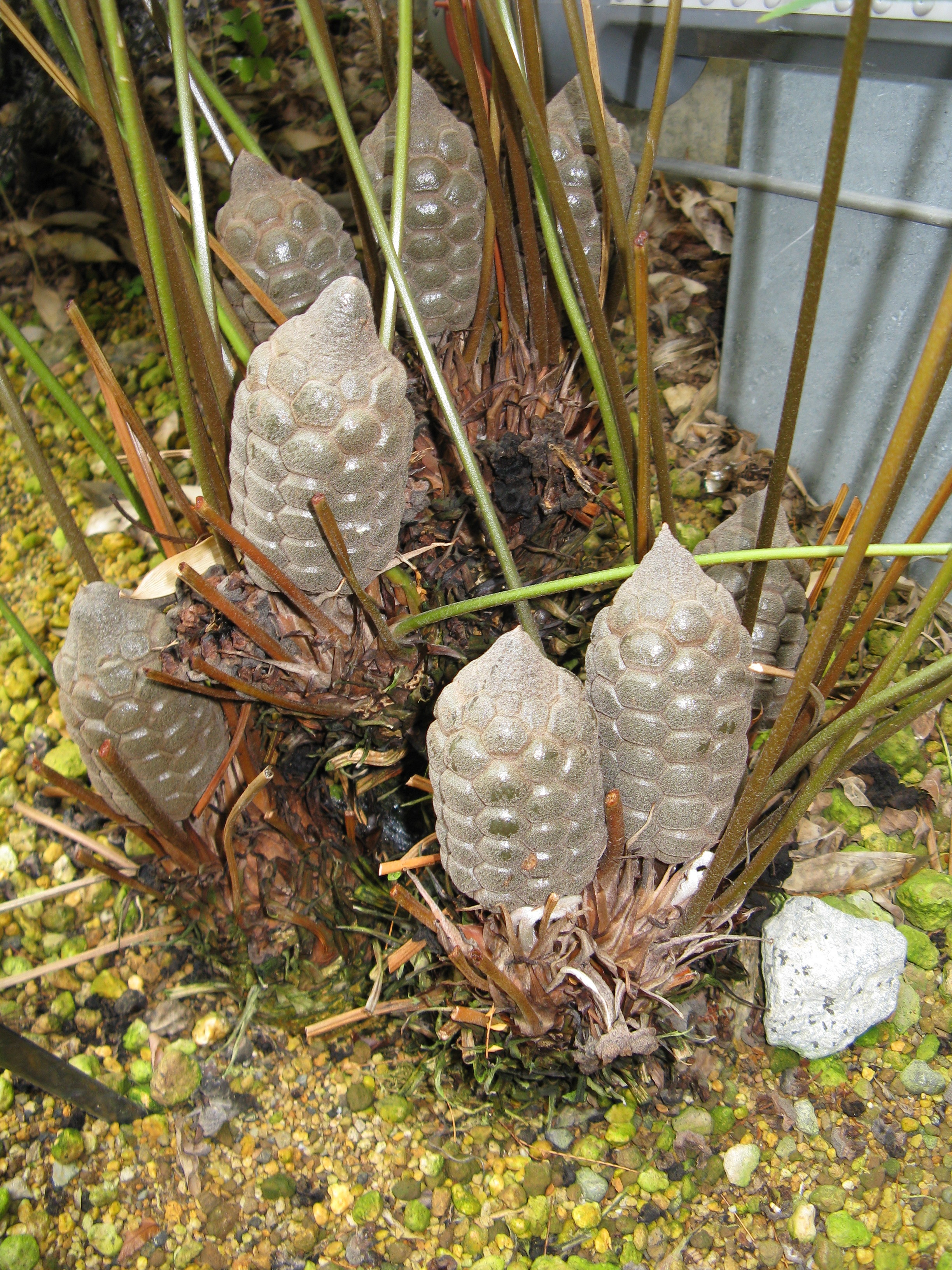
Zamia fischeri

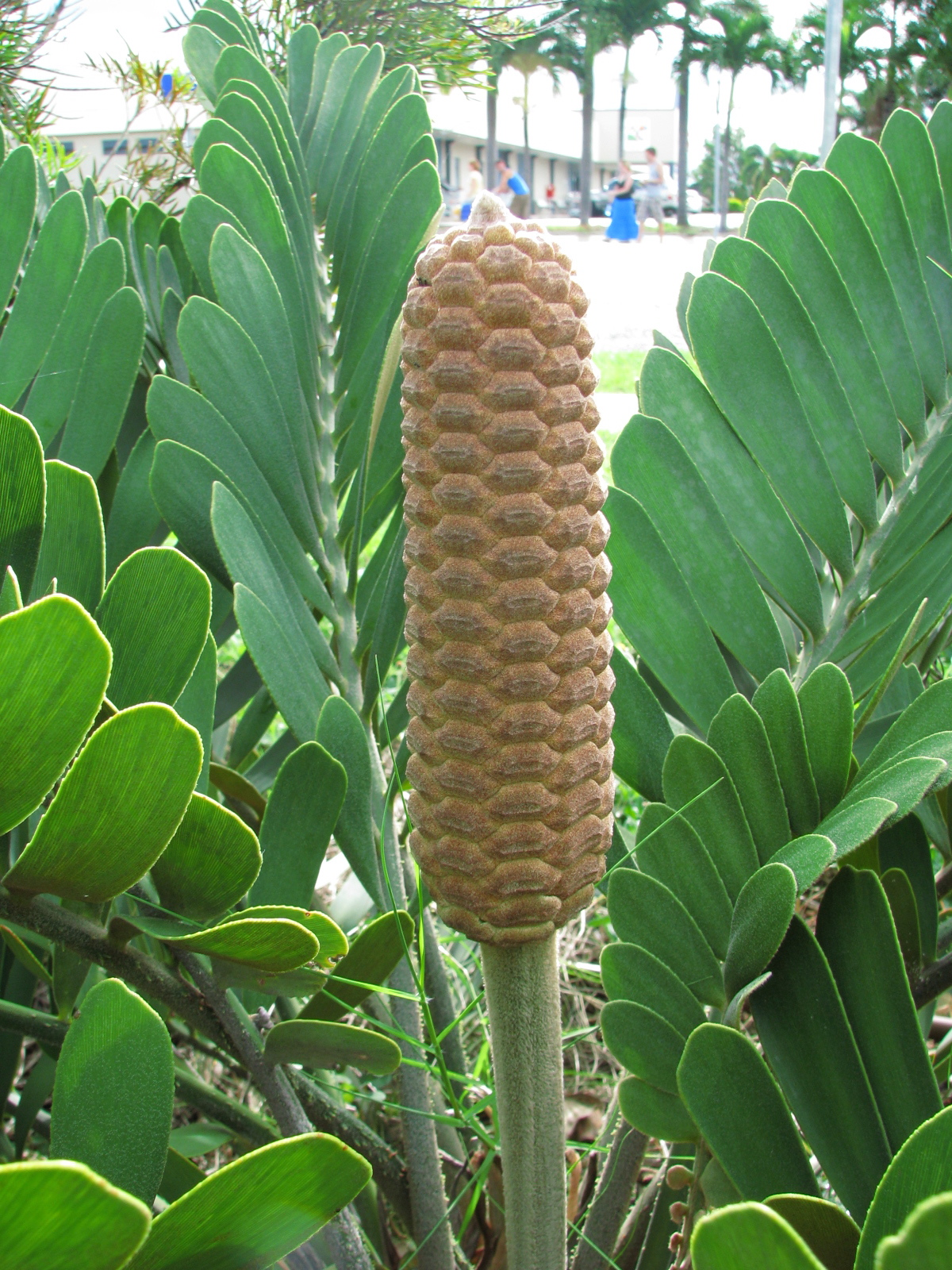
Zamia furfuracea

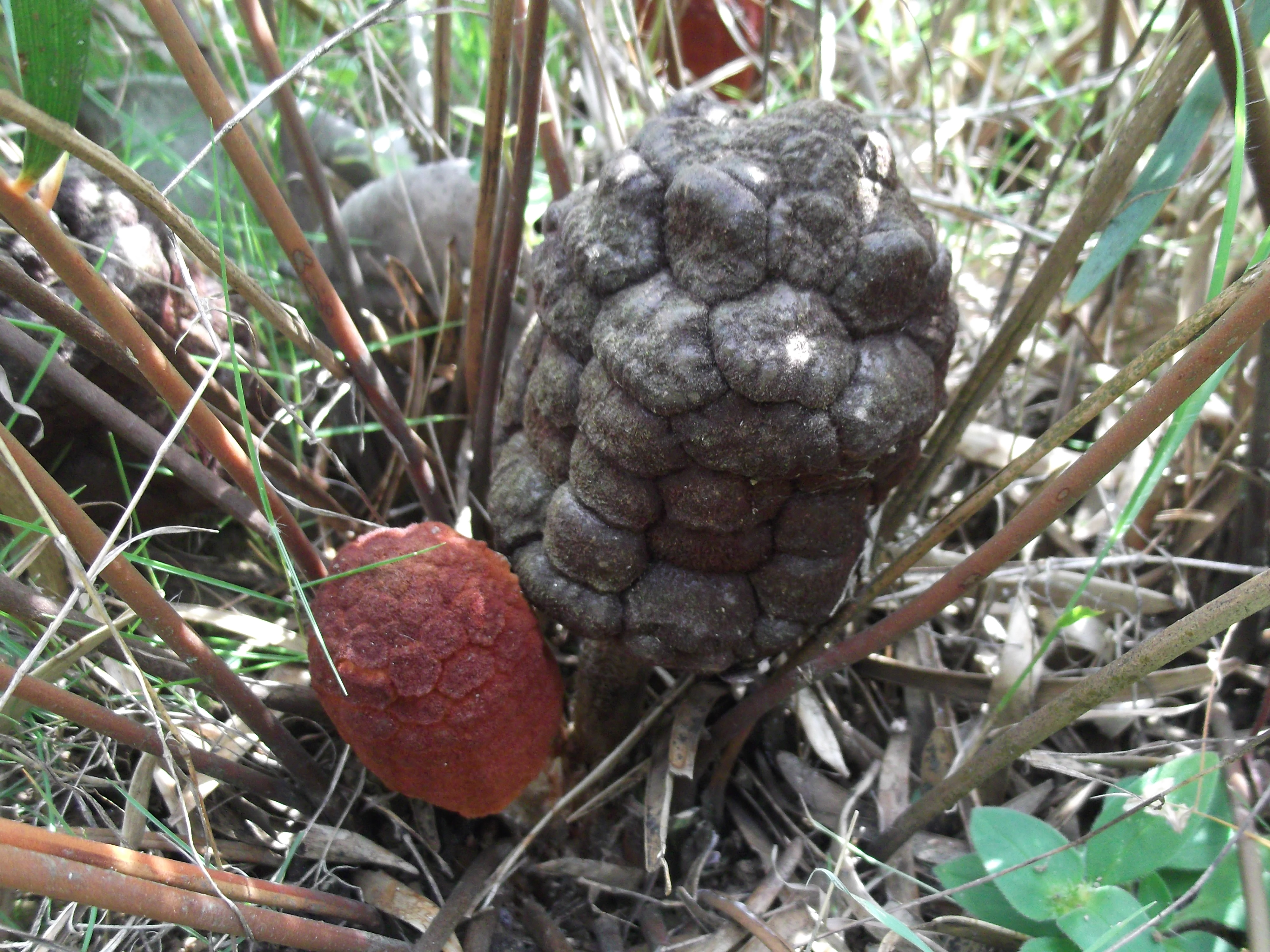
Zamia integrifolia

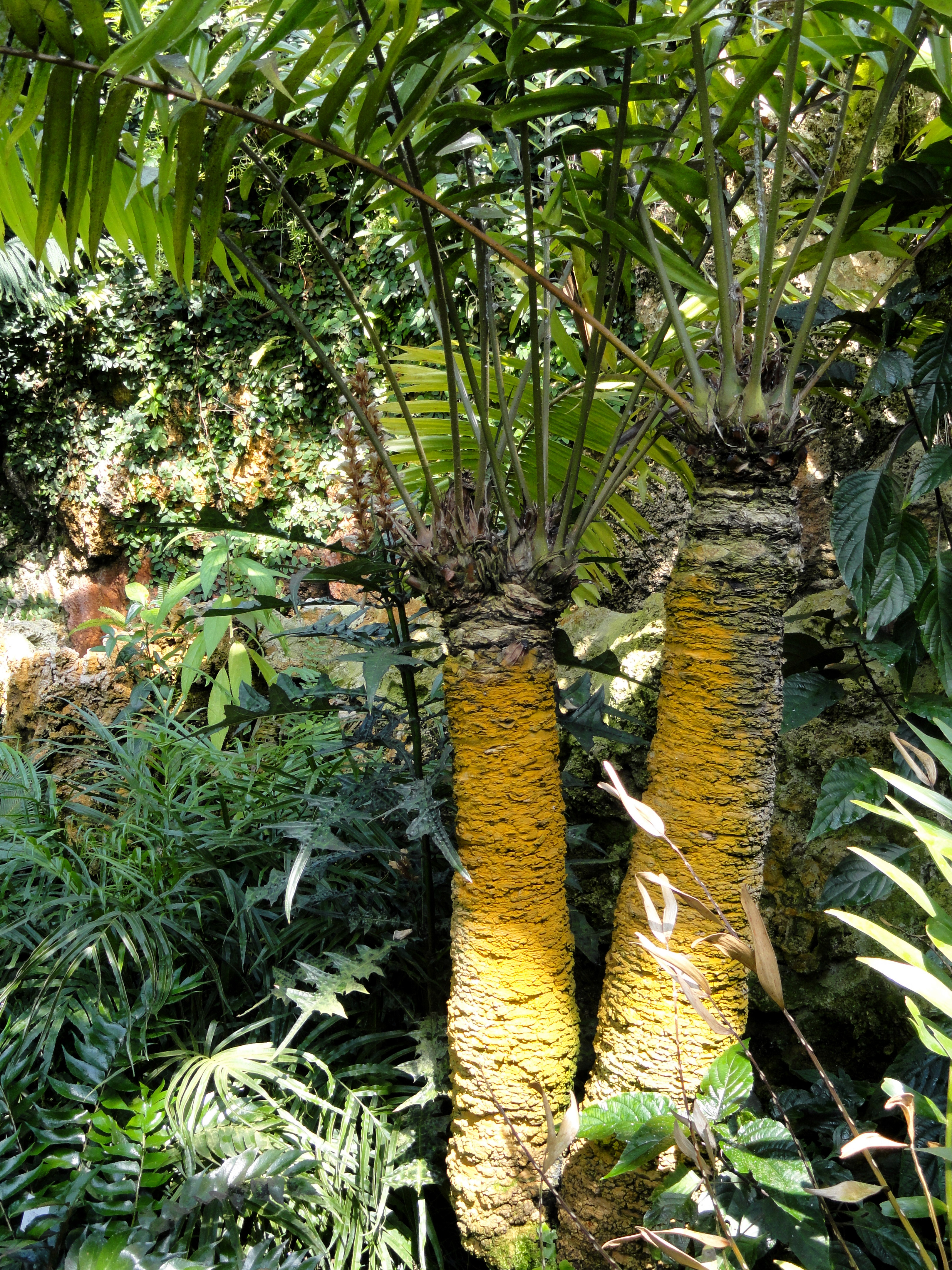
Zamia lindenii

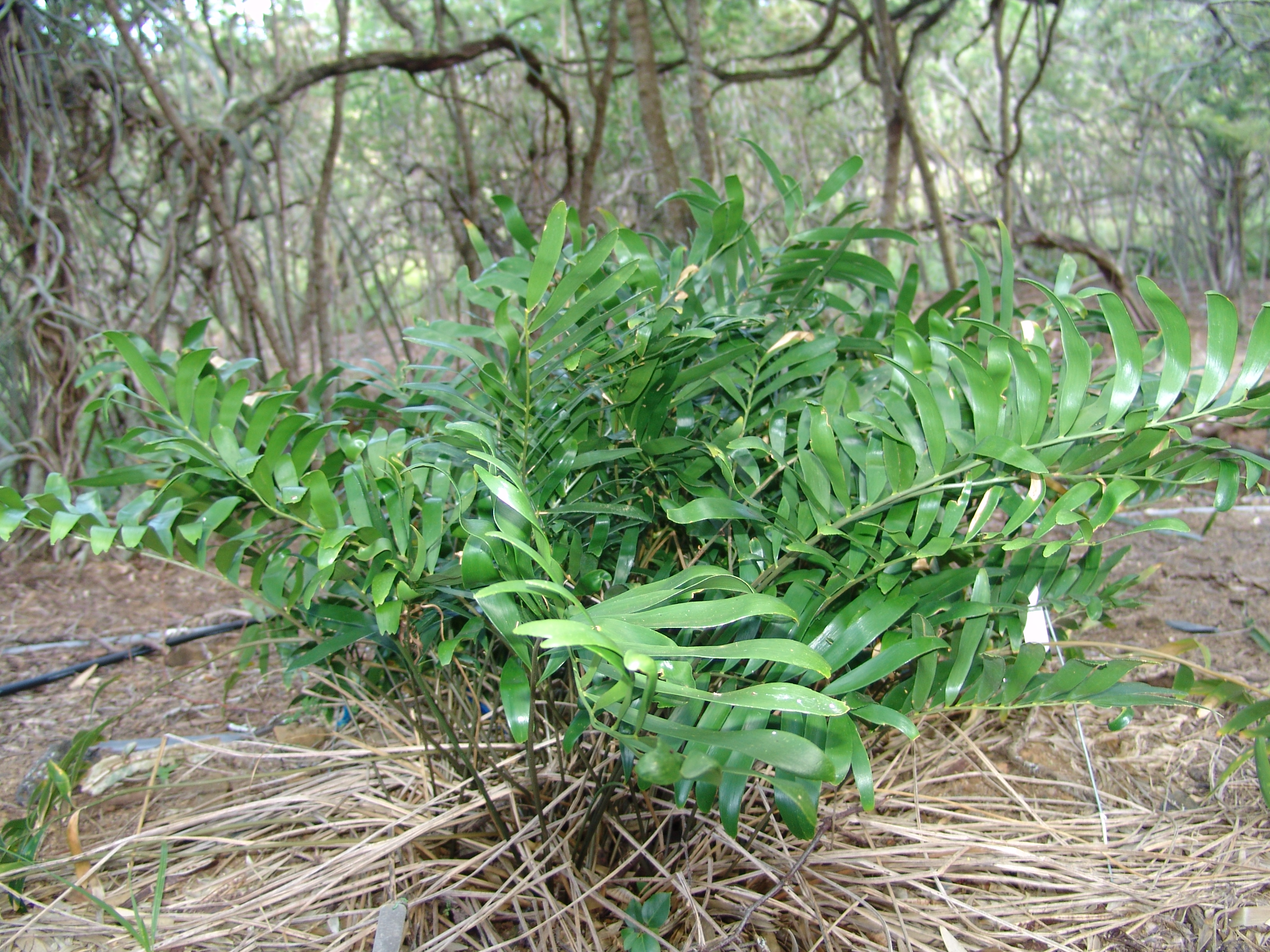
Zamia portoricensis

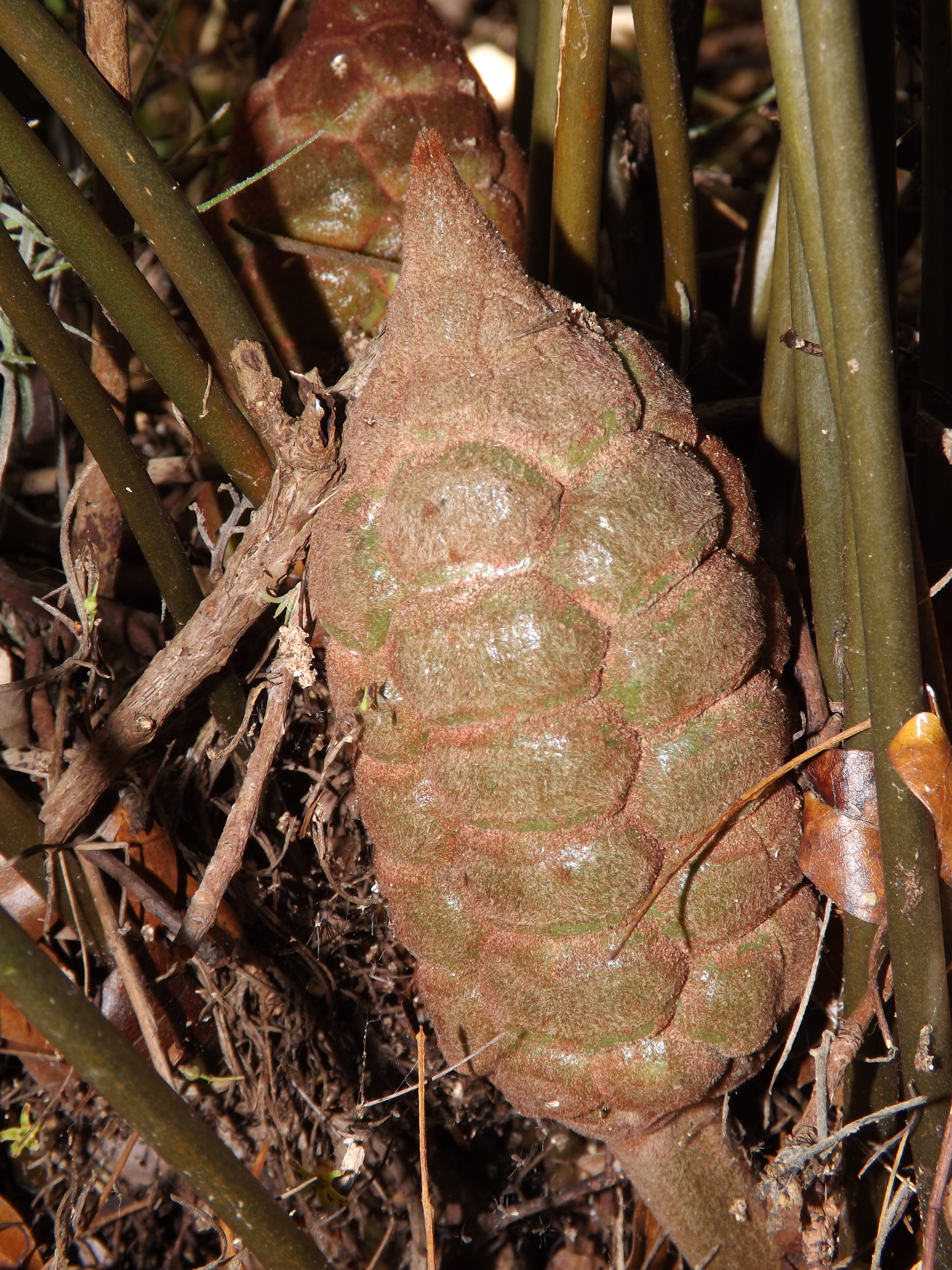
Zamia pumila

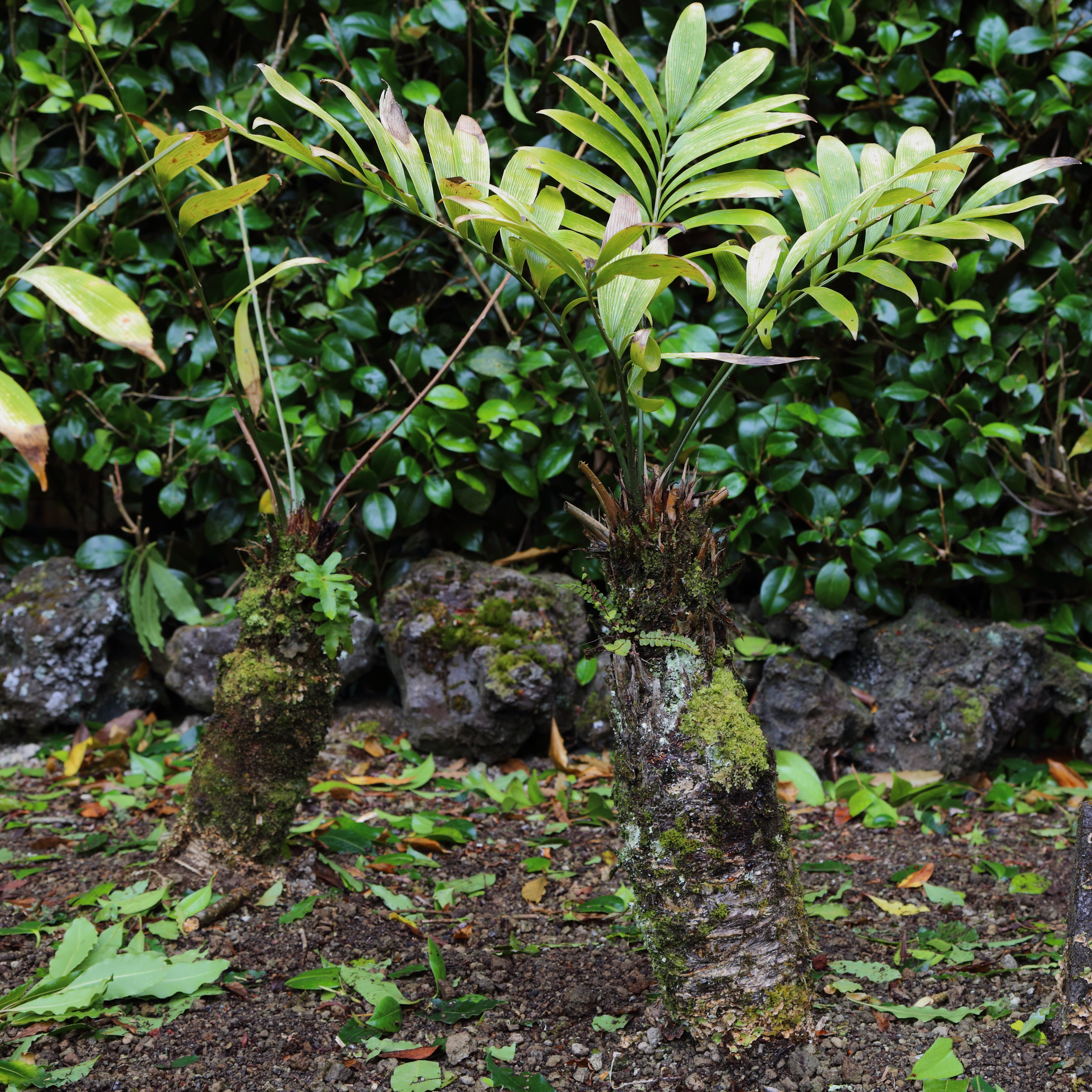
Zamia skinneri

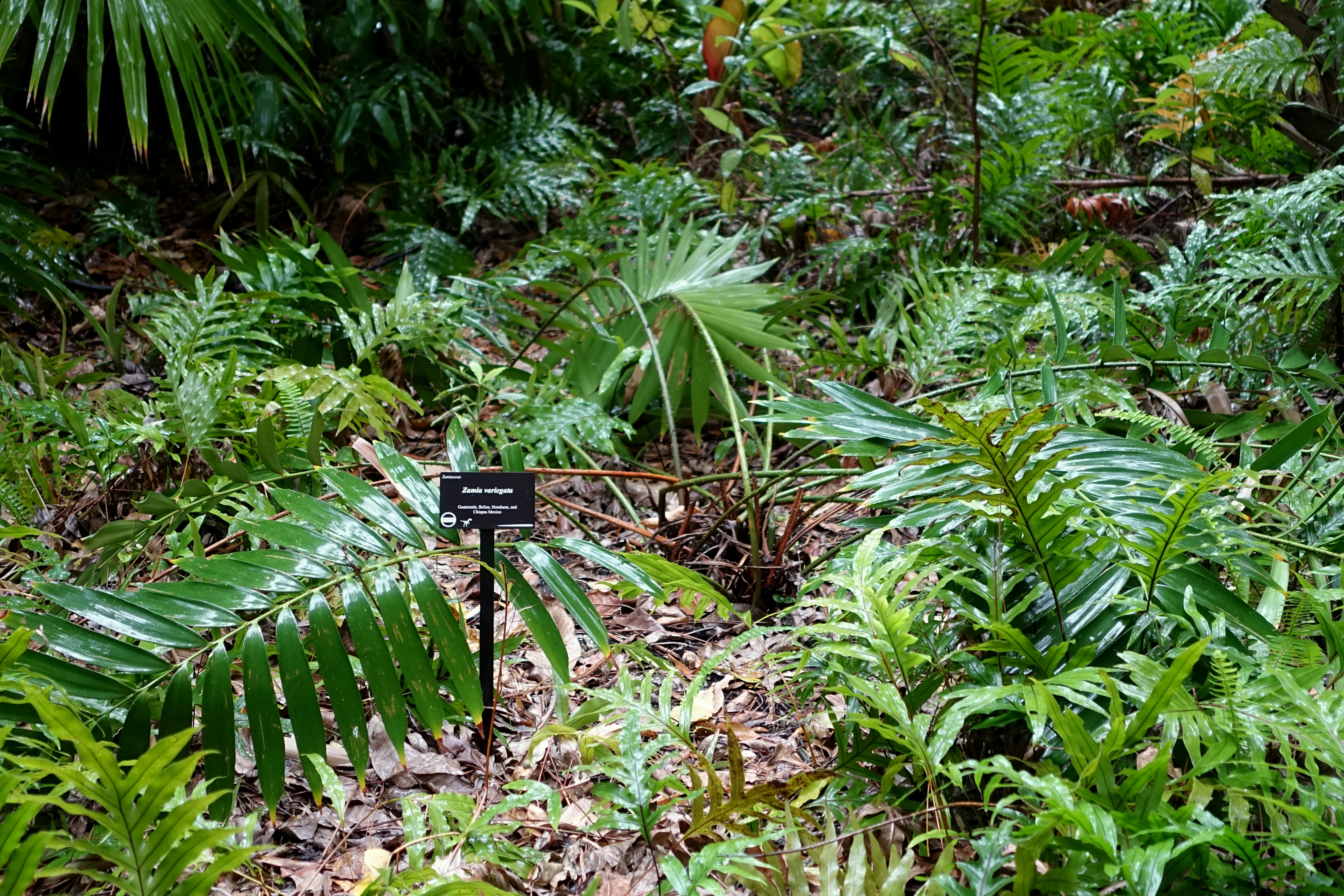
Zamia variegata

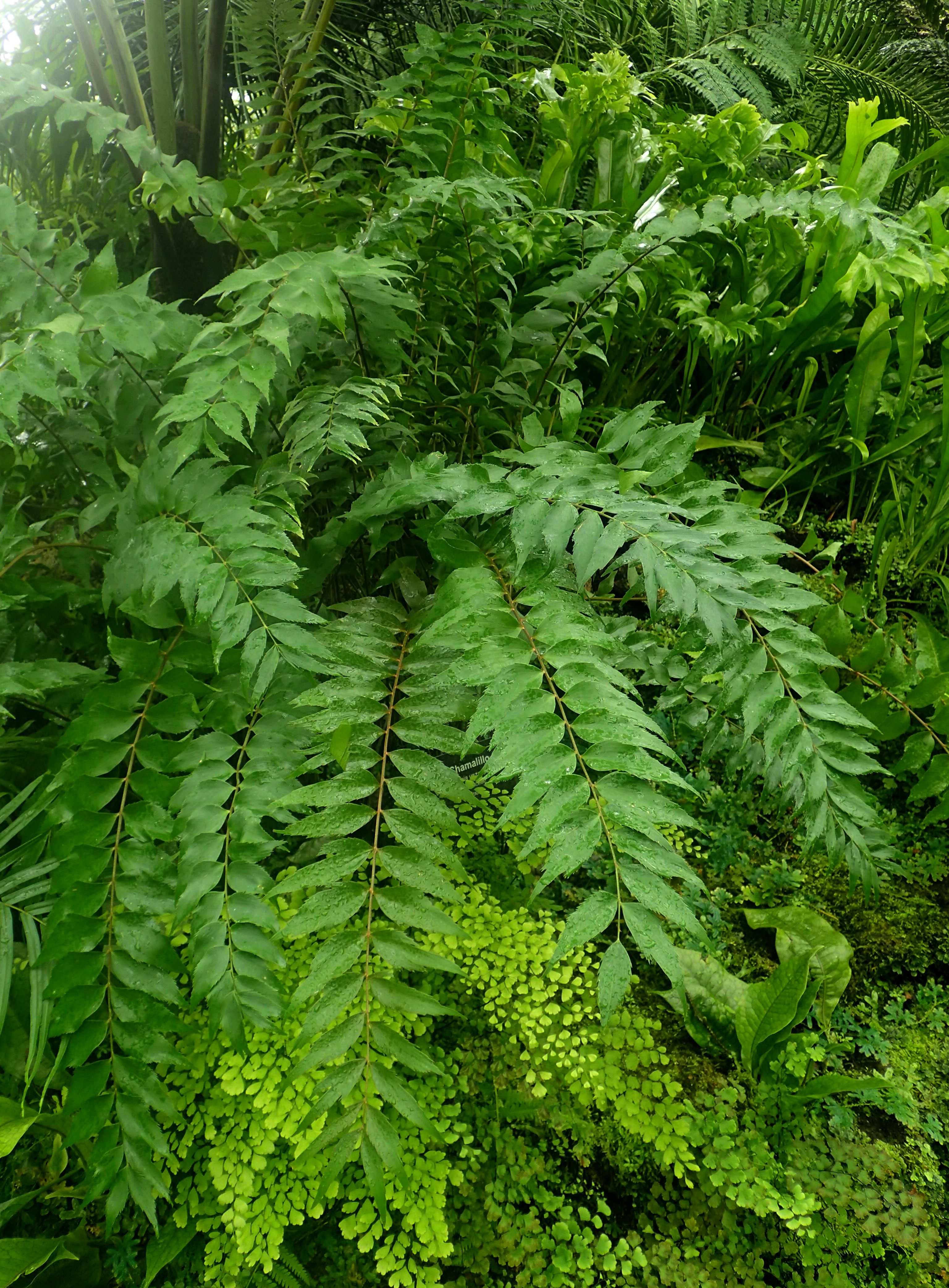
Zamia vazquezii

## Vorkommen und Gefährdung
Die Zamia-Arten haben bezüglich der Standorte das breiteste Spektrum aller Palmfarne. Es gibt Arten im Regenwald, Savanne, auf stabilen Küstendünen, Gezeitensümpfen, und Wüsten, vom Meeresniveau bis in Höhenlagen von 2500 Metern.
Viele Arten sind aufgrund ihres kleinen Areals und der zunehmenden Landnutzung stark gefährdet.

## Systematik und Verbreitung
Die Gattung Zamia wurde von Carl von Linné 1763 aufgestellt. Die Typusart ist Zamia pumila. Synonyme für Zamia L. sind: Palmifolium Kuntze nom. superfl., Palma-filix Adans. nom. rej., Chigua D.W.Stev., Aulacophyllum Regel.
Zamia bildet mit der Gattung Microcyca die Tribus Zamieae innerhalb der Unterfamilie Zamioideae in der Familie Zamiaceae. Seit Lindstrom 2009 gehören die bisherigen zwei Arten der Gattung Chigua D.W.Stev. unter dem Namen Zamia restrepoi (D.W.Stev.) A.Lindstr. auch wieder in die Gattung Zamia.
Die Gattung Zamia kommt in der Neotropis vor, allerdings als eine der wenigen Palmfarngattungen beiderseits des Äquators. Die Nordgrenze der Verbreitung liegt in Georgia und Florida, das Areal reicht über Mexiko, die Westindischen Inseln und Zentralamerika nach Südamerika bis nach Nord-Chile, Bolivien und Brasilien. Die größte Artenvielfalt erreicht sie in Panama, Kolumbien und Kuba. In Mexiko gibt es 2009 22 Arten.
Whitelock führt 2002 60 Zamia-Arten an. Danach wurden viele weitere Arten erstbeschrieben. Es gibt etwa 79 Zamia-Arten (Stand 2018):
- Zamia acuminata Oerst. ex Dyer: Dieser Endemit kommt nur im südlichen Costa Rica vor.[3][5]
- Zamia amazonum D.W.Stev.: Das Verbreitungsgebiet reicht vom südlichen Venezuela bis Peru.[3]
- Zamia amplifolia Mast.: Dieser Endemit kommt nur im nordwestlichen Kolumbien vor.[3]
- Zamia angustifolia Jacq. (Syn.: Zamia angustissima Miq.): Sie kommt nur auf den Karibischen Inseln Bahamas und östliches Kuba vor.[3]
- Zamia boliviana (Brongn.) A.DC.: Das Verbreitungsgebiet reicht von Bolivien bis zum brasilianischen Bundesstaat Mato Grosso.[3]
- Zamia chigua Seem.: Dieser Endemit kommt nur im westlichen Kolumbien vor.[3]
- Zamia cremnophila Vovides, Schutzman & Dehgan: Sie kommt nur im mexikanische Bundesstaat Tabasco vor.[3]
- Zamia cunaria Dressler & D.W.Stev.: Sie kommt nur in Panama vor.[3]
- Zamia decumbens Calonje, Meerman, M.P.Griff. & Hoese: Sie wurde 2009 aus Belize erstbeschrieben.[3]
- Zamia disodon D.W.Stev. & Sabato: Sie wurde 2001 aus Kolumbien erstbeschrieben.[3]
- Zamia dressleri D.W.Stev.: Sie kommt nur in Panama vor.[3]
- Zamia elegantissima Schutzman, Vovides & R.S.Adams: Sie kommt nur in Panama vor.[3]
- Zamia encephalartoides D.W.Stev.: Sie wurde 2001 aus dem nordwestlichen Kolumbien erstbeschrieben.[3]
- Zamia erosa O.F.Cook & G.N.Collins (Syn.:Zamia amblyphyllidia D.W.Stev.): Sie kommt nur auf den Großen Antillen in Kuba, Jamaika und Puerto Rico vor.[3]
- Zamia fairchildiana L.D. Gómez: Die Heimat reicht vom östlichen Costa Rica bis zum westlichen Panama.[3]
- Zamia fischeri Miq.: Die Heimat ist Mexiko.
- Zamia furfuracea L. f.: Sie kommt nur im mexikanischen Bundesstaat Veracruz vor.[3]
- Zamia gentryi Dodson: Die Heimat ist Ecuador.[3]
- Zamia gomeziana R.H.Acuña: Sie wurde 2010 aus dem nordöstlichen Costa Rica erstbeschrieben.[3]
- Zamia grijalvensis Pérez-Farr., Vovides & Mart.-Camilo: Sie wurde 2012 aus dem mexikanischen Bundesstaat Chiapas erstbeschrieben.[3]
- Zamia hamannii A.S.Taylor, J.L.Haynes & Holzman: Sie wurde 2008 aus Panama erstbeschrieben.[3]
- Zamia herrerae Calderón & Standl.: Sie kommt von Mexiko bis Guatemala vor.[3]
- Zamia huilensis Calonje, H.E.Esquivel & D.W.Stev.: Sie wurde 2012 aus Panama erstbeschrieben.[3]
- Zamia hymenophyllidia D.W.Stev.: Sie wurde 2001 erstbeschrieben und kommt vom südöstlichen Kolumbien bis zum nördlichen Peru vor.[3]
- Zamia imperialis A.S.Taylor, J.L.Haynes & Holzman: Sie wurde 2008 aus Panama erstbeschrieben.[3]
- Zamia incognita A.Lindstr. & Idarraga: Sie wurde 2009 aus Kolumbien erstbeschrieben.[3]
- Zamia inermis Vovides, J.D.Rees & Vázq.Torres: Sie kommt nur im mexikanischen Bundesstaat Veracruz vor.[3]
- Zamia integrifolia L.f. (Syn.: Zamia floridana A.DC.): Sie kommt vom südöstlichen Georgia bis Florida, auf den Bahamas, in Kuba und auf den Cayman Islands vor.[3]
- Zamia ipetiensis D.W.Stev.: Sie kommt nur in Panama vor.[3]
- Zamia × katzeriana (Regel) E.Rettig = Zamia loddigesii × Zamia verschaffeltii
- Zamia lacandona Schutzman & Vovides: Sie kommt nur im mexikanischen Bundesstaat Chiapas vor.[3]
- Zamia lecointei Ducke (Syn.: Zamia jirijirimensis R.E.Schult.): Das Verbreitungsgebiet erstreckt sich vom südlichen Venezuela bis zum nördlichen Peru und bis Brasilien.[3]
- Zamia lindenii Regel ex André: Das Verbreitungsgebiet erstreckt sich vom westlichen Ecuador bis zum nordwestlichen Peru.[3]
- Zamia lindleyi Warsz. ex A.Dietr.: Sie kommt nur in Panama vor.[3]
- Zamia loddigesii Miq. (Syn.: Zamia lawsoniana Dyer): Sie kommt von Mexiko bis Belize vor.[3]
- Zamia lucayana Britton: Sie kommt nur auf den Bahamas vor.[3]
- Zamia macrochiera D.W.Stev.: Sie wurde 2004 aus dem nördlichen Peru erstbeschrieben.[3]
- Zamia manicata Linden ex Regel: Die Heimat ist das südliche Panama und das nordwestliche Kolumbien.[3]
- Zamia meermanii Calonje: Sie wurde 2009 aus Belize erstbeschrieben.[3]
- Zamia melanorrhachis D.W.Stev.: Sie wurde 2001 aus Kolumbien erstbeschrieben.[3]
- Zamia montana A.Braun: Sie kommt nur im nördlichen Kolumbien vor.[3]
- Zamia monticola Chamb.: Die Heimat ist Guatemala.[3]
- Zamia muricata Willd.: Die Heimat ist Kolumbien und das nördliche Venezuela.[3]
- Zamia nana A.Lindstr.: Sie wurde 2013 aus Panama erstbeschrieben.[3]
- Zamia nesophila A.S.Taylor, J.L.Haynes & Holzman: Sie wurde 2008 aus Panama erstbeschrieben.[3]
- Zamia neurophyllidia D.W.Stev.: Die Heimat ist das südliche Nicaragua, Costa Rica und Panama.[3]
- Zamia obliqua A. Braun: Die Heimat ist das nordwestliche Kolumbien und das südliche Panama.[3]
- Zamia oligodonta Calderón & D.W.Stev.: Sie kommt nur in Kolumbien vor.[3]
- Zamia onan-reyesii C.Nelson & Sandoval: Sie wurde 2008 aus Honduras erstbeschrieben.[3]
- Zamia oreillyi C.Nelson: Sie wurde 2007 aus Honduras erstbeschrieben.[3]
- Zamia paucifoliolata Calonje: Sie wurde 2018 aus Kolumbien erstbeschrieben.[3]
- Zamia paucijuga Wieland: Die Heimat ist das südwestliche Mexiko.[3]
- Zamia poeppigiana Mart. & Eichler: Die Heimat ist Peru und Brasilien.[3]
- Zamia portoricensis Urb.: Dieser Endemit kommt nur im westlichen Puerto Rico vor.[3]
- Zamia prasina W.Bull (Syn.: Zamia polymorpha D.W.Stev., A.Moretti & Vázq.Torres): Die Heimat ist das südöstliche Mexiko bis Belize.[3]
- Zamia pseudomonticola L.D.Gómez: Die Heimat ist das westliche Costa Rica und das südwestliche Panama.[3]
- Zamia pseudoparasitica J. Yates: Dieser Endemit kommt nur im nördlichen Panama vor.[3]
- Zamia pumila L.: Sie kommt auf den Großen Antillen in Kuba, in der Dominikanischen Republik, in Jamaika und Puerto Rico vor.[3]
- Zamia purpurea Vovides, J.D.Rees & Vázq.Torres: Die Heimat sind die mexikanischen Bundesstaaten Veracruz und Oaxaca.[3]
- Zamia pygmaea Sims (Syn.: Zamia pumila subsp. pygmaea (Sims) Eckenw., Zamia kickxii Miq.): Dieser Endemit kommt nur im westlichen Kuba vor.
- Zamia pyrophylla Calonje, D.W.Stev. & A.Lindstr.: Sie wurde 2010 aus dem nordwestlichen Kolumbien erstbeschrieben.[3]
- Zamia restrepoi (D.W.Stev.) A.Lindstr. (Syn.: Chigua restrepoi D.W.Stev., Chigua bernalii D.W.Stev.): Dieser Endemit kommt nur im nordwestlichen Kolumbien vor.[3]
- Zamia roezlii Regel ex Linden: Sie kommt in Kolumbien und Ecuador vor.[3]
- Zamia sandovalii C.Nelson: Sie wurde 2007 aus Honduras erstbeschrieben.[3]
- Zamia skinneri Warsz. ex A.Dietr.: Dieser Endemit kommt nur im nördlichen Panama vor.[3]
- Zamia soconuscensis Schutzman, Vovides & Dehgan: Sie kommt nur im mexikanischen Bundesstaat Chiapas vor.[3]
- Zamia spartea A.DC.: Sie kommt nur im mexikanischen Bundesstaat Oaxaca vor.[3]
- Zamia standleyi Schutzman: Sie kommt in Guatemala und in Honduras vor.[3]
- Zamia stevensonii A.S.Taylor & Holzman: Sie wurde 2012 aus Panama erstbeschrieben.[3]
- Zamia stricta Miq.: Dieser Endemit kommt nur im östlichen Kuba vor.[3]
- Zamia tolimensis Calonje, H.E.Esquivel & D.W.Stev.: Sie wurde 2011 aus der kolumbianischen Provinz Tolima erstbeschrieben.[3]
- Zamia tuerckheimii Donn.Sm.: Die Heimat ist Guatemala.[3]
- Zamia ulei Dammer (Syn.: Zamia cupatiensis Ducke): Sie ist im tropischen Südamerika verbreitet.[3]
- Zamia urep B.Walln.: Sie kommt nur in der peruanischen Region Huánuco vor.[3]
- Zamia variegata Warsz.: Sie kommt vom mexikanischen Bundesstaat Chiapas über Belize bis Guatemala vor.[3]
- Zamia vasquezii D.W.Stev., Sabato & De Luca: Sie kommt nur im mexikanischen Bundesstaat Veracruz vor.[3]
- Zamia verschaffeltii Miq. (Syn.: Zamia splendens Schutzman): Sie kommt in den mexikanischen Bundesstaaten Veracruz, Tabasco und Chiapas vor.[3]
- Zamia wallisii H.J.Veitch: Sie kommt nur in der kolumbianischen Provinz Antioquia vor.[3]

## Nutzung
Zamia-Arten werden im Vergleich zu anderen Palmfarn-Gattungen relativ selten als Zierpflanzen verwendet. Ein Grund wird in ihrer tropischen Verbreitung gesehen, in den gemäßigten Breiten können sie fast nur im Glashaus kultiviert werden.